# 龙义和
龙义和（1954年—），湖南湘阴人，汉族，中华人民共和国政治人物、第十二届全国人民代表大会解放军代表。2008年7月晋升为少将军衔。
毕业于军事科学院战役指挥专业。加入中国共产党。2011年3月任广西军区司令员。2013年，担任全国人大代表。2013年5月任广西军区党委任副书记 。